# George Cosmas Adyebo

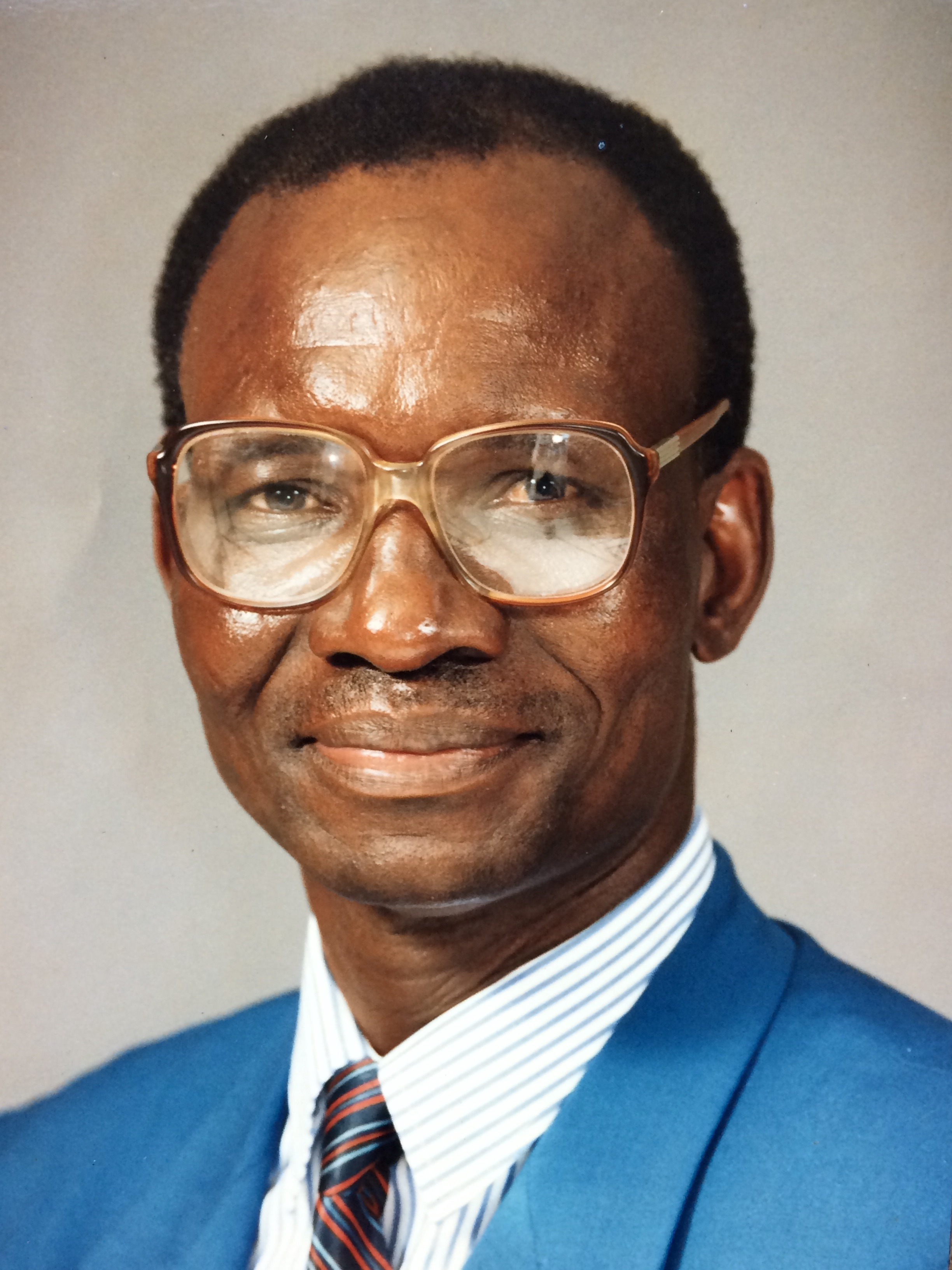
George Cosmas Adyebo

George Cosmas Adyebo (* 18. Juni 1947 (nach anderer Quelle: 1945) in Owiny Village/Kwania; † 19. November 2000 in Kampala) war ein ugandischer Politiker. Von 1991 bis 1994 amtierte er als Premierminister.
Das Studium des Wirtschaftsingenieurwesens schloss er mit einem Master von der Karls-Universität Prag ab. Von 1976 bis 1979 war er Systemanalytiker und Programmierer im Finanzministerium. Anschließend übte er bis 1983 eine Tätigkeit im Erziehungsministerium aus. Als solcher war er Dozent am Uganda Business College von Nakawa, der heutigen Makerere Business School. Daraufhin war er von 1983 bis 1989 Rektor des Uganda Business College von Aduku. Während dieser Zeit saß er für die NRC in der Bezirksversammlung von Aduku. Später vertrat er den Wahlkreis Kwania im Parlament von Uganda.
Adyebo wurde am 22. Januar 1991 von Präsident Yoweri Museveni zum Nachfolger von Premierminister Samson Kisekka ernannt als dieser Vizepräsident wurde. Adyebo verblieb in diesem Amt bis zum 18. November 1994. Zugleich war er stellvertretender Vorsitzender der NRC.
Von 1994 bis 1997 war Adyebo dann Berater von Präsident Museveni.
Nach einer längeren Krankheit starb er am 19. November 2000 im Internationalen Krankenhaus (International Hospital Kampala) von Kampala.